# 마르타 더셀돌프
마르타 더셀돌프(Marta Dusseldorp, 1973년 2월 1일 ~ )는 오스트레일리아의 배우이다.

## 출연 작품
- 더 아이맘 (2013)
- 레일웨이 맨 (2013)
- 버닝 맨 (2011)
- 블랙잭 - 스윗 사일언스 (2004)
- 이노센스 (2000)
- 파스케이프 (1999)
- 프레이즈 (1998)
- 올 세인츠 (1998)